# Quần long hí phụng
Pedicab Drive phát hành ở Việt Nam dưới tên Quần Long Hí Phụng là một bộ phim võ thuật Hồng Kông năm 1989 do Hồng Kim Bảo đạo diễn và đóng vai chính, thủ lĩnh của đội lái xe xích lô ở Macau năm 1930. Bộ phim có sự xuất hiện của khách mời Tăng Chí Vỹ, Nguyên Khuê và Lưu Gia Lương. Warner Bros đã đưa bộ phim vào danh mục của Warner Archive Collection.

## Nội dung
Bối cảnh bộ phim diễn ra vào những năm 30, kể về một nhóm những anh chàng lái xe xích lô thân thiết với nhau như anh em. Thông to béo, giỏi võ nghệ được mọi người tôn làm thủ lĩnh. Đường "Mạch Nha" điển trai, thích đọc tiểu thuyết lãng mạn nên hay mơ mộng. Cao thấp bé sớm lấy một cô vợ to béo và có 3 đứa con. Sơn tính tình thực dụng, không tin tình yêu, chỉ thích chơi gái.
Một lần, nhóm xích lô và nhóm khuân vác họp tại quán ăn để tranh cãi vì chuyện giành khách. Thông đã thuyết phục được hai bên giảng hòa, nhưng đầu bếp vác dao đuổi mèo vô tình kích động một cuộc hồn chiến giữa hai phe...
Ở cùng khu nhà với Thông có một ông thầy làm bánh thầm yêu cô học trò xinh đẹp của mình, Băng. Một lần Băng ra ngoài bị ông trùm xã hội đen, lão Ngũ, nhìn trúng. Thông dẫn Băng chạy thoát, vô tình lao vào một sòng bạc. Thông buộc phải thách đấu với ông chủ sòng bạc để lấy lại tiền của Băng làm rơi. Tuy rằng Thông thua nhưng cũng khiến ông chủ khâm phục trả lại tiền cho Băng. Tối đến, Băng đến nhà Thông để cảm ơn và bôi thuốc cho anh. Đúng lúc, ông thầy cũng đến gặp Thông. Thông kéo Băng trốn vào chăn với mình. Ông thầy dài dòng ngụ ý muốn Thông nhường Băng cho mình và tìm cách chê bai Thông. Thông tự ái tung chăn cho ông thầy thấy Băng ở trong. Ông thầy đau lòng bỏ về.
Hôm sau, ông thầy mượn cớ làm bánh để tán tỉnh Băng lần nữa, nhưng Thông cũng đến tuyên bố đã thích Băng. Hai người ép Băng lựa chọn, cuối cùng Băng chọn Thông.
Đường vô tình va phải một cô gái xinh đẹp là Tiểu Thúy. Đường yêu cô ngay từ cái nhìn đầu tiên, nhiệt tình chở cô một quãng đường dài dưới trời mưa không lấy tiền, tặng cô một đôi giày mới. Dần dà, Tiểu Thúy cũng yêu Đường nhưng cô che giấu sự thật cô là gái điếm. Tiểu Thúy cũng mong mỏi trả hết nợ để bỏ nghề và cưới Đường.
Một hôm, Thông và Đường đều dẫn bạn gái đến giới thiệu cho anh em tại quán của chú Sinh. Sơn nhận ra Tiểu Thúy là gái điếm mà anh đã qua đêm hôm qua. Đường và mọi người nổi giận khi biết sự thật và đuổi Tiểu Thúy về. Chỉ có Băng bênh vực Tiểu Thúy, kể lại chuyện cô suýt phải làm gái. Đường hiểu ra đến tìm Tiểu Thúy xin lỗi. Nhưng Tiểu Thúy đã chết tâm, quyết chia tay với Đường. Mọi người bày trò để Đường giả chết, lừa Thúy đồng ý cưới Đường.
Mọi người góp tiền chuộc thân cho Thúy, làm đám cưới cho Đường với Thúy tại nhà Cao. Nhưng ông chủ của Thúy là lão Ngũ vẫn quyết không buông tha. Vào đúng đêm tân hôn Đường với Thúy, hai người bị sát thủ của lão Ngũ giết chết. Chú Sinh cũng bị giết, còn Sơn bị thương nặng, chỉ còn Thông với Cao quyết tâm đi giết lão Ngũ trả thù...

## Diễn viên và vai diễn
- Hồng Kim Bảo - Lỗ Thông
- Lưu Gia Lương - Ông chủ sòng bạc
- Mạc Thiếu Thông - Đường "Mạch Nha"
- Lợi Trí - Băng
- Viên Khiết Doanh - Tiểu Thúy
- Châu Tỷ Lợi - Sát thủ của lão Ngũ
- Lâm Chánh Anh- Chú Sinh
- Lowell Lo - Sơn
- Nguyên Bưu - Cao
- John Shum - lão Ngũ
- Sun Yueh - Thầy làm bánh
- Tăng Chí Vỹ - Đầu bếp
- Nguyên Khuê - Khuân vác

## Tiếp nhận

### Văn Phong
Tài xế xích lô đã thu về 14.784.774 HKD tại phòng vé Hồng Kông.
Năm 2014, Time Out đã bỏ phiếu cho một số nhà phê bình phim, đạo diễn, diễn viên và diễn viên đóng thế để liệt kê những bộ phim hành động hàng đầu của họ. Tài xế xích lô được liệt kê ở vị trí thứ 66 trong danh sách này.